# Каран (деревня, Мелеузовский район)
Каран (баш. Ҡаран) — деревня в Мелеузовском районе Республики Башкортостан Российской Федерации. Административный центр Мелеузовского сельсовета. 

## География

### Географическое положение
Расстояние до:
- районного центра (Мелеуз): 3 км,
- ближайшей ж/д станции (Мелеуз): 3 км.

## Население
| 2002 | 2009 | 2010 |
| ---- | ---- | ---- |
| 328  | ↗446 | ↘377 |